# Nigel Roebuck
Nigel Roebuck (Mánchester, Lancashire; 1946) es un periodista británico. Desde 1971 ha informado sobre la Fórmula 1, y es considerado uno de los escritores más influyentes del deporte. De 2007 a 2016 fue editor en jefe de la revista Motor Sport.
Roebuck fue educado en la Escuela Giggleswick en North Yorkshire, también la alma mater de Keith Duckworth, otra figura conocida en la Fórmula 1. Escribió artículos independientes para muchas publicaciones y fue responsable de prensa del equipo de F1 de Embassy Hill en 1975. Al mismo tiempo, escribía para la revista Autosport y se convirtió en su corresponsal en 1976.
La columna semanal de Roebuck, titulada «5th Column» en deferencia a Emilio Mola Vidal, un general nacionalista en la Guerra civil española, se convirtió en una lectura obligada por sus conocimientos sobre los pilotos, directores de equipo y algunos de los burócratas engreídos que ejecutan a la F1 a finales de los años 1970 y 1980. Mientras cubría la F1 (una categoría de carreras que amaba más que cualquier otra) se hizo cercano a varios pilotos, en particular Gilles Villeneuve, Chris Amon, Keke Rosberg, Mario Andretti, Eddie Cheever, Derek Warwick, Ayrton Senna y Alain Prost.
También es un apasionado coleccionista de literatura sobre carreras de óvalos estadounidenses de la era Roadster.
Entre los puntos de venta independientes de Roebuck se encontraban Autosport, además de Autoweek en los Estados Unidos y una columna retrospectiva en Motor Sport.
A finales de 2007 dejó de escribir sus artículos semanales para la revista y el sitio web Autosport, para concentrarse en su nuevo cargo como editor en jefe de la revista Motor Sport.
En 1982, Roebuck manejó un Renault turbo de Fórmula 1 en el circuito Paul Ricard, en Francia.
Roebuck fue comentarista de la cobertura de ESPN del Gran Premio de Canadá de 1988.
En enero de 2017, la revista Motor Sport anunció que Roebuck ya no escribiría para la revista y regresaría a su «hogar espiritual», la revista Autosport. Su columna fue una de las más populares en la revista Motor Sport y se publicó durante más de nueve años.